# Enrico Falck (1899-1953)
Enrico Giorgio Falck (Lecco, 21 gennaio 1899 – Milano, 15 giugno 1953) è stato un imprenditore, politico e antifascista italiano.
Dal 1946 al 1948 fu presidente della Società anonima "Acciaierie e Ferriere Lombarde Falck".
Seguendo l'esempio del padre, oltre a interessarsi agli affari di famiglia e della direzione dell'azienda quando gli fu concesso di affiancare il padre prima e operare autonomamente in seguito, diede il via a una fruttuosa carriera politica che da consigliere comunale del comune di Sesto San Giovanni lo portò a essere eletto vicepresidente della Fondazione solidarietà nazionale, consigliere dell'Istituto studi internazionali e infine Senatore della Repubblica Italiana, eletto il 18 aprile 1948, sostituendo il padre che si era dovuto dimettere quattro anni prima dalla medesima carica con l'imputazione di essere stato uno dei responsabili del mantenimento del fascismo al potere durante la guerra. Di convinte vedute europeiste, durante gli anni della carriera politica affidò la direzione dell'azienda di famiglia al fratello minore, Giovanni. Divenne successivamente anche presidente del Credito commerciale di Milano.

## Partecipazione alla Resistenza
Enrico Falck ebbe un ruolo di primo piano nella Resistenza italiana. Il 1º settembre 1942, presso la sua abitazione milanese, nacque la Democrazia Cristiana. Dal luglio 1943 prese parte attivamente alla lotta di liberazione, in particolare elargendo ingenti somme di denaro personali e di famiglia alla causa della libertà. Assunse infatti la carica di tesoriere clandestino della DC al nord, partecipando a nome del partito a molte riunioni del CLNAI. Sostenne con larghe elargizioni soprattutto, ma non solo, le formazioni partigiane e le organizzazioni clandestine cattoliche. Nel gennaio 1945 venne arrestato a Como e qui detenuto e sottoposto a diversi interrogatori fino alla Liberazione. Terminata la guerra, sostenne, sia economicamente sia versandovi documenti propri, la realizzazione dell'Istituto per la storia della Resistenza e dell'età contemporanea, tanto da divenire membro del Consiglio generale dell’Istituto e Tesoriere per un biennio.

## Impegno culturale
Dopo la fine della guerra e sino alla morte, Enrico Falck fu impegnato attivamente nella costituzione della Fondazione Ambrosianeum di Milano insieme al Cardinal Alfredo Ildefonso Schuster e a Giuseppe Lazzati, i quali pensarono all'Ambrosianeum come luogo di incontro, dialogo e dibattito della cultura cattolica per la città, affinché la ricostruzione post bellica fosse accompagnata da una edificazione anche in campo etico, morale e culturale.